# 雪乡宰客事件
雪乡宰客事件是指2017年末至2018年初的一系列由在黑龙江省雪乡景区旅游时所产生的纠纷引发网络关注和政府回应的舆论热点事件。
事件的起因是2017年12月29日网友在网上发文指责黑龙江省雪乡国家森林公园“雪白心黑”，控诉当地旅游项目中存在的欺诈与恶意涨价现象。事件随后引起当地官方介入调查，1月3日调查结果一经公布，随即形成网络舆论热点并引起诸多方面的回应。1月份，陆续有关于当地旅游黑幕的视频及录音曝光，致使这一系列事件得到全国网民关注。

## 事件背景
事件发生地雪乡国家森林公园是中国知名的冰雪旅游景区，且发生事件临近当地的冬季旅游旺季。事发约三年前（2015年），当地有旅店就被网友曝出收取一张土炕3200元的天价费用，当地政府矢口否认的态度受到部分媒体批评。近年，旅游纠纷在中国各地时有发生，宰客事件屡见不鲜。单在2017年，就发生过庐山“天价草药”事件、深圳欢乐海岸“天价小黄鱼”事件等。
事件官方调查结果出炉前不久的元旦假期期间（2017年12月31日至2018年1月2日）发生了亚布力事件，企业家毛振华在同在黑龙江省辖下的亚布力景区的雪地里陈情，控诉当地管委以及当地执法机构“非法侵占土地”“非法建设”“强买强卖”等行为，批评当地政府政企不分，干扰正常企业运营。控诉视频流传到网络上后引起黑龙江省政府介入调查。在亚布力事件中涉事的黑龙江森林工业总局也是雪乡国家森林公园的上级管理单位。同时，东北地区在2017年至2018年期间来频频曝光包括GDP造假、塌方式腐败等诸多负面新闻，使得雪乡宰客事件加深了人们对东北地区的负面观感。当地政府在首轮宰客事件（由微信公众号文章引起，参见后文）曝光后仅作为舆论事件应对，刊出“雪乡人将心注入擦亮服务”等报道，也遭到媒体批评。
事件发生事件临近春节假期（2018年2月15日-21日），造成较为广泛的不良观感。

## 事件经过

### 事件酝酿
2017年12月29日，微信公众号一木行上发表文章《雪乡的雪再白也掩盖不掉纯黑的人心！别再去雪乡了！》，讲述了作者一行游览雪乡遭遇旅店欺诈以及恶意宰客的经过。文章称，作者一行预定酒店后被告知第二天需要换房间，并且被酒店方以加价威胁，要求退款却被告知三日后才能退款，期间在网上不能“乱”评论。文章还提及了旅行中被安排前往无资质景点以及各类天价费用。
12月31日，搭载11名大学生的一辆中巴在前往雪乡途中失事，造成5人死亡，7人受伤。事后警方调查发现，该车辆并无运营资质。

### 官方介入
微信公众号文章《雪乡的雪再白也掩盖不掉纯黑的人心！别再去雪乡了！》在网上公布并引起风波当日，大海林林业旅游局发布声明，宣布介入调查。
2018年1月3日，大海林林业旅游局公布调查结果，查实涉事的“赵家大院”确实存在价格欺诈行为，对其处罚5.9万元并勒令其整改。但是官方回应还称，称宰客仅系个案，但却又声称对原消息中不实部分将走法律途径解决。
同日，携程下架涉事酒店。涉事酒店回应称，文章内容除了“酒店要求评论后再退钱”部分之外均为假消息，并质疑文章作者讹钱。

### 引发热议
1月3日，调查结果一经公布，随即形成网络舆论热点，网友多对此持负面态度，并引发网络以及媒体等对宰客、地域歧视、东北营商环境等相关话题的讨论。
1月4日，微信文章作者再度发文反驳，提供了机票、车票与在当地拍摄照片等诸多证据。这名当事游客告诉南方都市报记者，事发后受到大量来自当地的电话但都不敢接，并未料到事件影响到全国皆知的程度，并表示自己认为所写为游客共鸣。当地旅游业从业人员表示业务受到事件影响。当地旅游局向文章作者表示，涉事旅店事实上不是位于核心景区。作者收到的部分当地人乃至当地政府的回应中包含了“希望作者收手，不要让雪乡万劫不复”的类似内容，作者表示自己仅仅是陈述事实。针对部分网友认为作者对东北地区带有地域歧视，甚至辱骂作者为“南方狗”，作者表示自己的母亲就是东北人，自己也算是半个东北人，自己文章中批判的只是雪乡的无良商家，并称自己相信东北好人也无数，希望网友不要骚扰自己，也不要进行地域歧视。作者将雪乡景区与同为冬季旅游目的地的新疆喀纳斯景区对比，认为后者是良心景区，并且直言对新疆的喜爱。
1月5日，中国国家发改委东北振兴司司长周建平回应此次事件和亚布力事件时，表示事件仅为个案，不应该过度放大，但东北地区营商环境与发达省份差距确实存在。但有评论在该回应之前就认为，“个案”不应当作为此次事件的“遮羞布”，当地应当借机改革改善当地旅游业。在该评论后的网络投票显示，绝大多数网友认为该事件具有一定代表性。

### 争议再起

#### 强售套票事件
1月13日，网上流传出宰客视频，视频中导游谩骂威胁乘客购买套票。在视频中，导游称：
“九个月磨刀，三个月宰羊。谁是羊啊？大家都是羊。”
视频中，导游以车外的低温为威胁，告知游客“不交钱就没有御寒的雪服”，并称有人曾在该地冻成残疾，不断胁迫恐吓游客交钱。
1月15日，公布强卖套票视频的游客再度发布视频，宣称自己遭受所属地为黑龙江的电话号码的短信、电话谩骂威胁。视频中所有电话均以“你就是那个拍客吧？现在这事已经传遍大江南北了”开头，期间夹杂例如“过年全家死！”“你怎么那么贱呢？”等令人不堪的言辞。16日，视频发布者对媒体表示，出于自保已经报警，不再发声。
同日，国家旅游局责成黑龙江省旅游委调查核实该事件，依法查处涉事的哈尔滨康华国际旅行社有限公司和导游商某某。16日，涉事旅行社被暂停营业。
2月3日，哈尔滨市旅游委对涉事旅行社施行罚款30万元人民币、停业整顿3个月的处罚，涉事导游被没收违法所得并被罚款2万元、吊销资质。但有媒体质疑游客是否得到合理的赔偿。

#### 殴打游客事件
不久，另一名导游在雪乡旅途中谩骂乃至殴打游客的录音被公布。
视频中，导游宣称：
“那一会我会让你俩痛哭流涕，就这么简单。”
并且辱骂乘客道：
“一会我会干死你！”
根据当地警方通报，录音中的事件发生于2017年12月24日，游客宋某当日向当地警方报告称自己在途径二浪河景区时被导游殴打，警方接报后立即展开调查。经调查，发现涉事导游涉嫌强迫消费。事发后管理部门协商无果，涉事导游旋即逃逸。2018年1月15日，涉事导游在哈尔滨被抓获。而记者暗访时，涉事导游所在的桃源假日旅行社的招待员竟称：
“这个东西就是一个巴掌拍不响，导游为什么打他？怎么不打别人呢？”
有媒体通过查阅司法卷宗发现，当地不仅有打游客的记录，在2014年年初还有殴打外地导游被起诉赔偿的记录。
2月3日，涉事的桃源假日旅行社和哈尔滨康华国际旅行社有限公司一同接受哈尔滨市旅游委处罚，被处罚金10万元，直接责任人处以2万元罚款，涉事导游姜某属于无证导游，被处罚金1万元并被要求整改。

#### “宰客三步走”
1月15日，中央电视台曝光了当地“宰客三步走”的欺诈威胁游客的套路：即以备料（成立小旅行社）、圈羊（到车站等枢纽招揽不知情游客）、宰客（故意运送乘客去郊外，恫吓其购买高价的旅游产品）三个环节，使得游客被宰。

### 各方表态
1月3日，黑龙江省旅游委表示，雪乡是该省主要的旅游目的地，各类违规从严处理。
1月5日，国家发改委东北振兴司司长周建平回应此次事件和亚布力事件时，表示事件仅为个案，不应该过度放大，但东北地区营商环境与发达省份差距确实存在。
1月15日，国家旅游局责成黑龙江省旅游委调查核实宰客事件，依法查处涉事的旅行社和导游。
1月22日，国家发改委新闻发言人严鹏程表示，东北营商环境近年来有所改善，但与东部沿海省份相比有差距，政府应维护好营商环境以及消费者权益。
3月3日，出生于黑龙江省漠河，身为全国政协委员、黑龙江省作家协会主席的作家迟子建回应此次事件时表示，“东北的冰雪不去看，真的太可惜了!”“全国各地旅游市场都可能遭遇黑龙江雪乡这样的问题。”并且呼吁游客不要因为个体事件被影响。
3月9日，吉林省旅游发展委员会主任、民盟吉林省委主委杨安娣回应此次事件时，称不以虚标的价格迎接游客，努力谋求吉林省旅游业发展，不遮不掩，加大巡查监督力度。

## 后续

### 涉事旅店被曝仍营业
1月12日，钱江晚报曝出涉事的“赵家大院”改换招牌，添挂上“威虎寨”三字，仍然在悄悄营业，钱江晚报暗访记者发现旅店内还有“四五名客人”，甚至还和旅店谈成300元一晚的价格，这一爆料随即再次引起热议。封面新闻记者短信询问当地官员，被告知称“赵家大院”并非原旅店全名，全名应为“威虎寨赵家大院”，故酒店并未改名，并且得到的回应都称该酒店“还在整顿”。记者随后查询政府登记信息，确实发现无“赵家大院”相关信息。

### 地域歧视话题
有网友称，知名旅游目的地丽江、三亚的宰客老板来自雪乡所在的东北地区，引起了地域歧视的争议。继“投资不过山海关”“炒股不过山海关”后，“旅游不过山海关”也被提及。

### 消费者协会暗访
2018年1月30日到2月1日期间，黑龙江省消费者协会组织工作人员，通过团队游和个人游等不同方式以普通消费者身份暗访雪乡当地，认为当地的情况已经有所改观，各种资质和投诉机制的告示也较为齐全。

### 旅游人数仍增长
2018年1月旺季期间，雪乡景区接待近30万人次游客，接待人次数同比增长近12%。

### 监管治理新规出台
2月14日，黑龙江省旅发委副主任何大为在接受凤凰网记者采访时表示，当地已经加强监管，出台了“百日护游”机制：干部商家一对一比例监督，各部门之间加强联动，并要求行业自律；“12345”和“12301”两条电话热线保障旅游投诉畅通，并要求接线员第一时间反应回应旅客。